# 十月城 (薩馬拉州)
53°10′N 48°40′E / 53.167°N 48.667°E
十月城（俄语：Октя́брьск）是俄羅斯薩馬拉州的一個城市，位於薩馬拉以西154公里、伏爾加河上的薩拉托夫水庫旁。2002年人口25,336人。
1956年由三個聚落合併而成。